# Дженелли, Янус
Янус Дженелли (нем. Janus Genelli; 1761—1813) — немецкий художник-пейзажист эпохи классицизма.

## Биография
Янус Дженелли имел итальянские корни: его родители переехали в Копенгаген в 1730 году. 

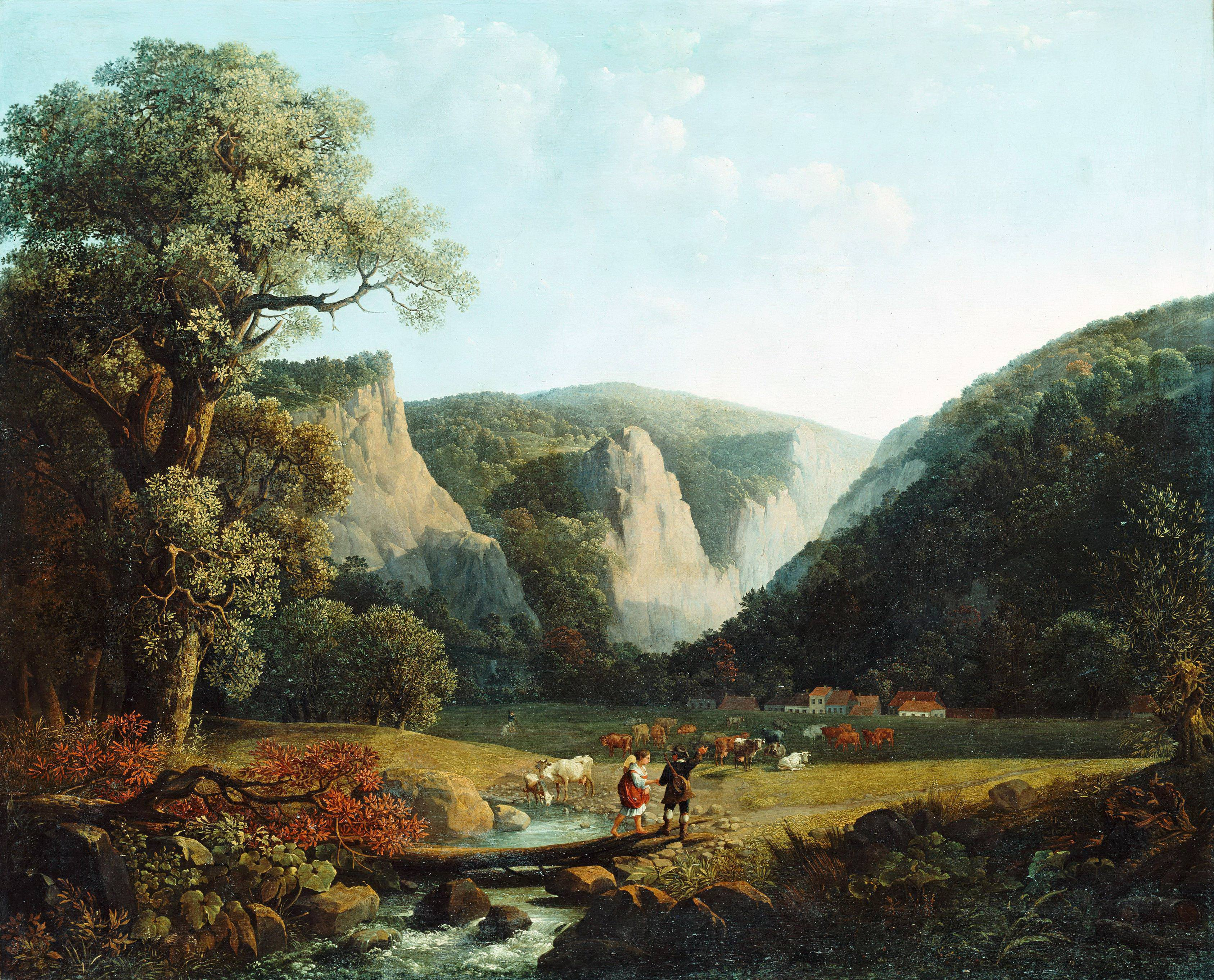
Harzlandschaft, 1802 год

В 1774 году вся семья переехала через Вену в Берлин. Здесь в 1780 году Янус учился у директора Берлинской академии искусств Blaise-Nicolas Le Sueur. В 1786 году вместе с братом архитектором Кристианом Дженелли, путешествовал через Дрезден в Рим. Там он познакомился с немецким художником Якобом Хаккертом, который оказал сильное влияние на Дженелли.
Начиная с 1803 года Янус Дженелли был учителем рисования у королевы Пруссии Луизы и восьмилетнего наследного принца Фридриха Вильгельма. К его лучшим работам относятся пейзажи Гарца. Работы Дженелли в настоящее время малоизвестны, хотя современники считали его гениальным художником. Старший из четырёх сыновей Януса Дженелли Бонавентура тоже стал художником.